# Lautenthal
Lautenthal est un village situé dans la région de Basse-Saxe en Allemagne, au nord-ouest du massif du Harz.
La population est d'environ 2 300 habitants. C'est une ancienne ville minière.
Elle a donné son nom à un minerai de couleur verte, la Lautenthalite.